# Eublemma pulverulenta
Eublemma pulverulenta là một loài bướm đêm trong họ Erebidae.